# Deinocerites spanius
Deinocerites spanius är en tvåvingeart som först beskrevs av Dyar och Frederick Knab 1909.  Deinocerites spanius ingår i släktet Deinocerites och familjen stickmyggor. Inga underarter finns listade i Catalogue of Life.